# Profiline 1
La profiline 1 est une protéine de la famille des profilines, se fixant sur l'actine. Son gène est le PFN1 situé sur le chromosome 17 humain.

## Rôle
Elle intervient dans la migration des cellules souches mésenchymale et leur prolifération.

## En médecine
Elle est exprimée au niveau des plaques d'athérome et participe peut-être à sa genèse, par prolifération des cellules endothéliales. Son expression est stimulée par l'angiotensine 2.